# Stahlbau Nord
Die Stahlbau Nord GmbH mit Sitz in Bremerhaven ist ein 1993 gegründetes Unternehmen, welches in den Bereichen Schiff-, Anlagen- und Stahlbau tätig ist. Sie ist über ihre Muttergesellschaft RVV Vermögensverwaltungsgesellschaft mbH Teil der ebenfalls in Bremerhaven ansässigen Heinrich Rönner Gruppe, eines Verbunds von Unternehmen der Schiff- und Stahlbaubranche.
Mit rund 160 Mitarbeitern an zwei Standorten in Bremerhaven und einem weiteren Standort auf dem ehemaligen Werksgelände des Bremer Vulkan in Bremen-Nord arbeitet das Unternehmen als Zulieferer für Werften und fertigt für diese unter anderem komplette Kaskos und Schiffssegmente. Des Weiteren werden technische Anlagen wie LNG-Tanks und Cold Boxes produziert. Zudem werden komplette Luxusyachten und Marineschiffe gefertigt.
Nach dem Konkurs des Bremer Vulkan 1996 übernahm Stahlbau Nord die Fertigstellung des dort begonnenen Neubaus der Yacht Le Grand Bleu, einer der größten Luxusyachten der Welt. 2019 begann Stahlbau Nord als Unterauftragnehmer von ThyssenKrupp Marine Systems mit dem Bau von mehreren Fregatten der Baureihe MEKO A200 für die Ägyptische Marine. Das erste Schiff der Baureihe wurde 2021 zu Wasser gelassen.
Ende 2020 wurde der Bremerhavener Betrieb behördlicherseits für rund zwei Wochen geschlossen, da es zu einem größeren Ausbruch von COVID-19 gekommen war.